# Erin Cressida Wilson
Pour les articles homonymes, voir Wilson.
Erin Cressida Wilson (12 février 1964) est une scénariste américaine. Elle est également professeur d'écriture dramatique à l'Université Duke et tient une chronique mensuelle sur la sexualité pour le magazine Razor.
En 2007, elle écrit de le scénario du film Fur et en 2010 celui du film Chloé.

## Filmographie
- 2023 : Blanche-Neige (Snow White) de Marc Webb